# مارتن هول (متزحلق)
مارتن هول (بالنرويجية البوكمول: Martin Hole)‏ هو متزحلق نرويجي، ولد في 28 يوليو 1959 في هولئ في النرويج.

## وصلات خارجية
- مارتن هول على موقع الاتحاد الدولي للتزلج (التزلج الريفي) (الإنجليزية)
- مارتن هول على موقع أوليمبيديا (الإنجليزية)